# Fu Xun
Fu Xun est un secrétaire sous Liu Zong. C’est au titre de greffier principal dans le département de l’Est qu’il suggéra à Liu Zong de se soumettre envers Cao Cao. Appuyé par d’autres importants lettrés, ses conseils furent suivis et Liu Zong céda la province de Jing à Cao Cao. Fu Xun fut ensuite honoré du titre noble de marquis du domaine impérial (guan nei hou) par Cao Cao.